# شنيانغ جية-6
شنيانغ جيه-6 هي طائرة مقاتلة صينية مشتقة من الطائرة السوفيتية ميغ-19 “فارمر”. تميزت هذه الطائرة بكونها واحدة من أوائل الطائرات النفاثة التي إنتاجت بكميات كبيرة وتمتلك قدرة على الطيران بسرعات تفوق سرعة الصوت. استخدمت جي-6 بشكل واسع في القوات الجوية الصينية وصدرت إلى عدة دول، حيث لعبت دورًا مهمًا في تعزيز القدرات الجوية للدول التي استخدمتها.

## التصميم والتطوير
رغم أن الطائرة ميغ-19 قضت فترة قصيرة نسبيًا في الخدمة السوفيتية، فقدّرت الصين خفة حركتها وأداءها المتميز في المناورة، بالإضافة إلى تسليحها القوي بالمدافع، وبدأت في تصنيعها للاستخدام الخاص بها بين عامي 1958 و1981. وعلى الرغم من أن نسخة ميغ-19 الأصلية قد خرجت من الخدمة لدى جميع الدول، لا تزال طائرة شنيانغ جي-6 تطير لدى تسع دول من أصل خمس عشرة دولة كانت تستخدمها في الأصل، وإن كان ذلك بأداء محدود جدًا. كما ساهم هيكل جي-6 في تطوير النسخة الصينية للهجوم الأرضي، وهي طائرة نانتشانغ كيو-5، التي لا تزال في خدمة عدة دول.
اعتُبرت طائرة جي-6 "قابلة للاستهلاك"، إذ كان من المتوقع أن تعمل لمدة 100 ساعة طيران تقريبًا (أي ما يعادل حوالي 100 مهمة قتالية) قبل أن تخضع للصيانة الشاملة. وكان بإمكان سلاح الجو الباكستاني غالبًا تمديد هذه الفترة إلى 130 ساعة من خلال الصيانة الدقيقة.[بحاجة لمصدر]
يبدو أن عددًا من طائرات جي-6 المتمركزة في قاعدتي ليانشنغ ويانغتانغ-لي قد تم تحويلها إلى طائرات بدون طيار. وبدأ العمل على تطوير نسخة بدون طيار من طائرات جي-6 في عام 2013.

### الوصف
تبلغ السرعة القصوى لطائرة جي-6 على ارتفاع عالٍ 1540 كيلومترًا في الساعة (960 ميلًا في الساعة)، ما يعادل ماخ 1.45. ويصل سقف الخدمة إلى 17900 متر (58700 قدم). يبلغ نصف قطر القتال، مع خزاني وقود خارجيين، حوالي 640 كيلومترًا (400 ميل). تعمل الطائرة بمحركين توربينيين من نوع ليمينغ ووبن-6A (المعروف أيضًا باسم تومانسكي R-9). بالإضافة إلى التسليح الداخلي من المدافع، تحتوي معظم الطائرات على أربعة نقاط تعليق على الأجنحة لتحميل أسلحة بوزن يصل إلى 250 كجم (550 رطل) لكل نقطة، بحد أقصى لحمولة 500 كجم (1100 رطل). تشمل الأسلحة النموذجية القنابل غير الموجهة، حوامل صواريخ عيار 55 مم، أو صواريخ جو-جو من نوع PL-2 وPL-5 (نسخ صينية من الصاروخ السوفيتي K-13).